# Ernst von Weizsäcker
Ernst Heinrich Weizsäcker, od 1916. godine Ernst Heinrich Freiherr von Weizsäcker (Stuttgart, 25. svibnja 1882. – Lindau, 4. kolovoza 1951.) njemački mornarički časnik, diplomat, političar i SS Brigadeführer.
Bio je državni tajnik u ministarstvu vanjskih poslova nacističke Njemačke od 1938. do 1943. godine, te veleposlanik pri Svetoj Stolici od 1943. do 1945. godine. Otac je 6. njemačkog predsjednika Richarda von Weizsäckera.
Zbog sudjelovanja u deportaciji francuskih židova u sabirni logor Auschwitz osuđen je 1949. godine u 11. Nürnberškom procesu na kaznu zatvora u trajanju od sedam godina.

## Podrijetlo
Ernst von Weizsäcker potječe iz plemićke obitelji Weizsäcker. Bio je sin premijera Württemberga Karla Huga Weizsäckera (1853. – 1926.) i njegove supruge Paule, rođene von Meibom (1857. – 1947.).

## Ranija diplomatska karijera
Karijeru u ministarstvu vanjskih poslova započinje 1920. godine. 1921. godine imenovam je za konzula u Baselu. Koncem 1924. godine premješten je u Kopenhagen, te 1927. godine u Ženevu. 1928. godine postaje načelnik odjela za razoružanje. Naredne godine provodi u svojstvu predstavnika ministarstva vanjskih poslova u Oslu i Bernu gdje je imao ključnu ulogu u poništenju njemačkog državljanstva književniku Thomasu Mannu. Sljedećih godina postaje državni tajnik u njemačkom ministarstvu vanjskih poslova.

## Članstvo u NSDAP
Članom NSDAP postaje 1938. godine te istivremeno dobiva počasni čin u SS. 1938. godine Weizsäcker se usprotivio mišljenju njemačke vanjske politike sveze okupacije Čehoslovačke iz straha da bi ta mogla izazvati opći rat koji bi Njemačka mogla izgubiti. Weizsäcker nije imao moralnih zamjerki na tu ideju već se samo se protivio vremenu napada.

## Veleposlanik pri Svetoj Stolici
Nakon njemačkog poraza u bitci za Staljingrad 1943. godine, po vlastitom zahtjevu, Weizsäcker podnosi ostavku na mjesto državnog tajnika. Nakon toga biva imenovan njemačkim veleposlanikom pri Svetoj Stolici. Tu dužnost obnaša do završetka drugog svjetskog rata.
Weizsäckerova tadašnja uloga veleposlanika u Vatikanu nakon rata postaje kontradiktorna rasprava od strane povjesničara. Tijekom njegovog obitavanja u Berlinu, odbio je prihvatiti papinsku notu izražavanja protesta protiv okupacije Poljske. Tijekom njemačke okupacije Rima, Weizsäcker se nije usprostivio deportaciji židova. No pomagao je pojedincima da izbjegnu pogrom.

## Poslijeratni događaji
Nakon završetka rata Weizsäcker ostaje u Vatikanu kao član diplomatskog zbora. U Njemačku se vraća 1946. godine. Uhićen je 25. srpnja 1947. godine u Nürnbergu. Nakon saslušanja izveden je pred sud u 11. Nürnberškom procesu u kojem biva osuđen na sedmogodišnju kaznu zatvora.

## Prijepori
Iako je Weizsäcker tijekom rata imao kontakte s pripadnicima nacističke oporbe, tijekom ispitivanja nakon uhićenja, nije tvrdio da je bio član tog otpora. Nakon što je izveden pred sud u Nürnbergu očitovao se je kao protivnik nacizma.
1949. godine Winston Churchill nazva presudu Weizsäckeru na suđenju u Nürnbergu "smrtonosnom pogreškom".